# الجامع الجديد (تونس)
الجامع الجديد أو جامع الصباغين هو جامع تونسي يقع في المدينة العتيقة و بالتحديد في نهج الصباغين، تم بناؤه بأمر من حسين بن علي مؤسس الدولة الحسينية سنة 1139هـ الموافق 1726 ميلادي . وهو جزء من مركب عمراني يشتمل إضافة إلى الجامع على مدرسة وضريح دفن به «سيدي قاسم الصبابطي» وقد أقيمت أول صلاة به في 14 شعبان 1139هـ الموافق ل 1726 م. ومن بين الأئمة الخطباء الذين تداولوا على هذا الجامع نذكر خاصة الشيخ أحمد بن علي مصطفى النميسي الحنفي، كما نذكر من بين المدرسين الشيخ حمدة بن محمد بن أحمد الشريف. وقد تم توريد الخزف الذي يكسو الجدران من تركيا.

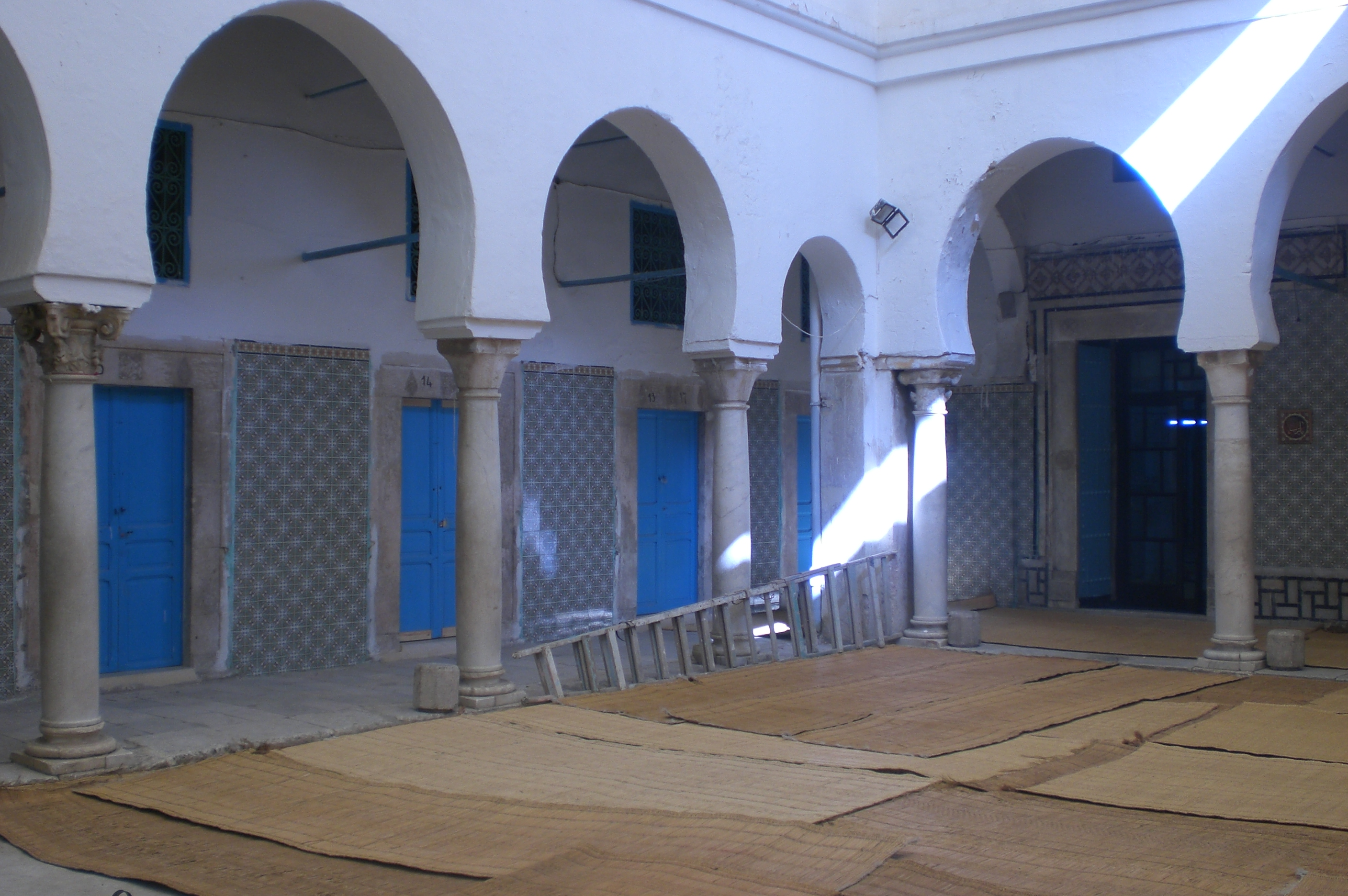
مدرسة الجامع
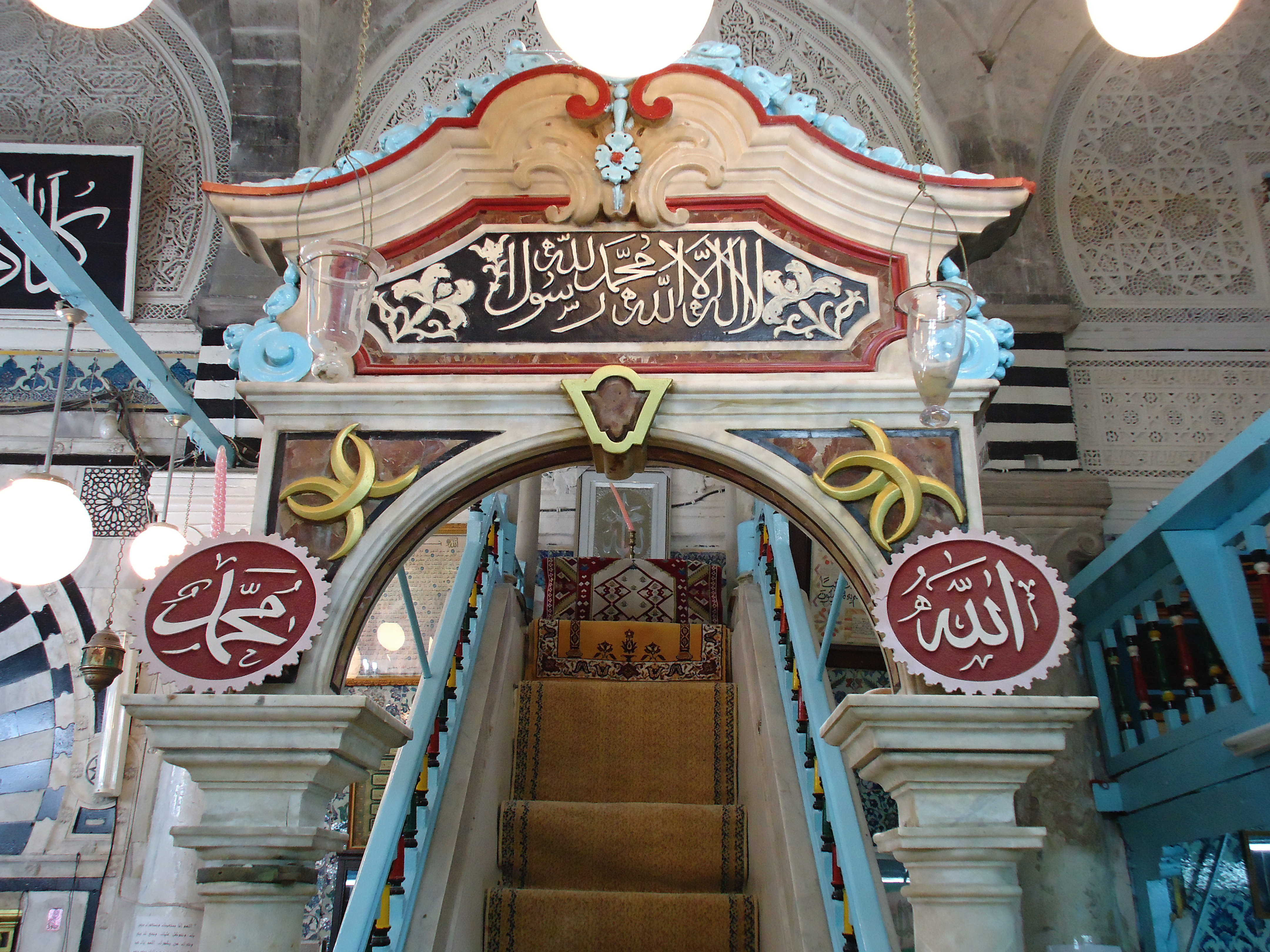
منبر الجامع
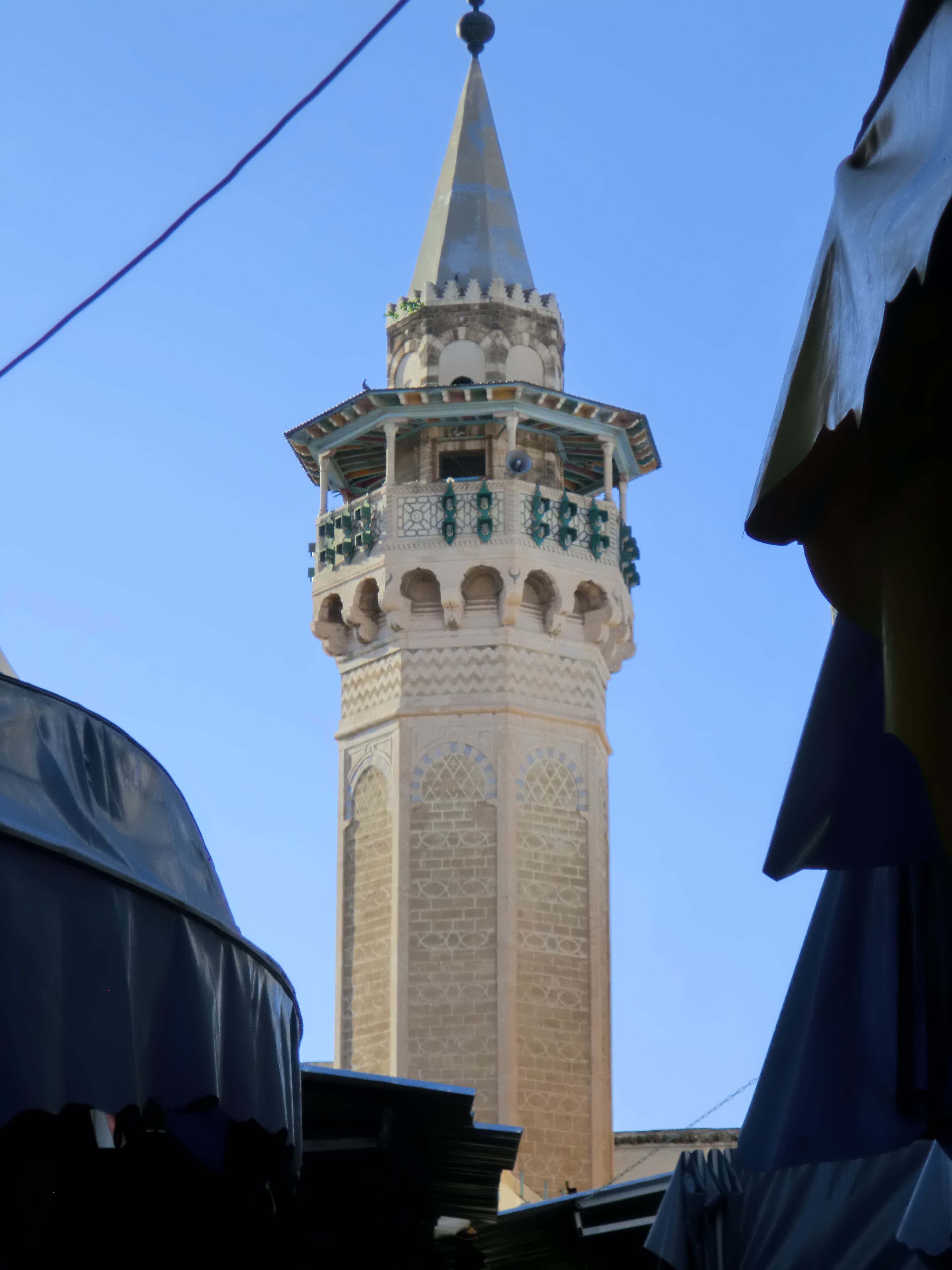
مئذنة الجامع